# Spitzer Silo-Fahrzeugwerke

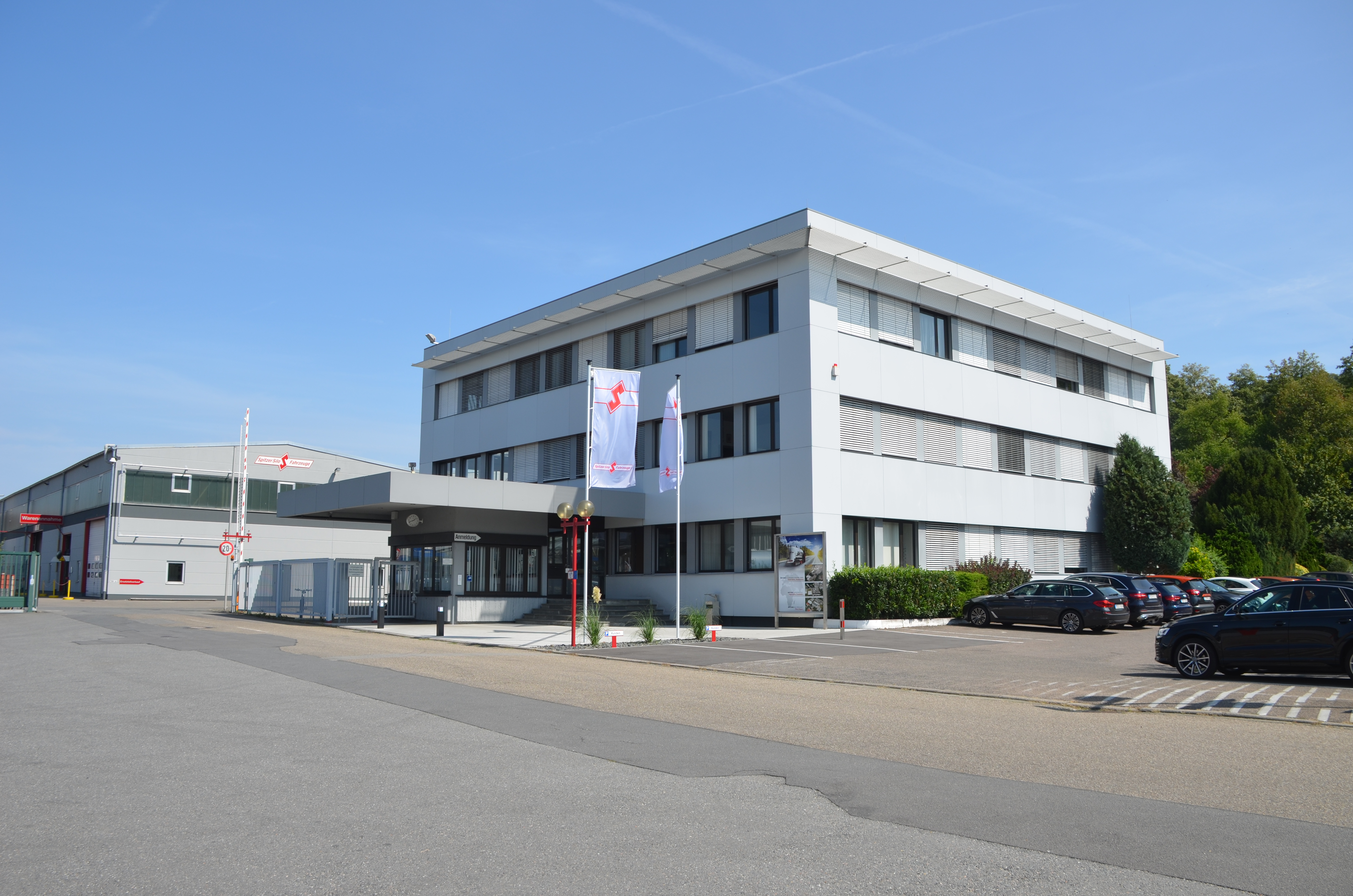
Spitzer Silo-Fahrzeugwerke

Das Familienunternehmen Spitzer Silo-Fahrzeugwerke GmbH in Elztal-Dallau ist ein deutscher Hersteller von Silofahrzeugen,  die für den Transport von pulverisierten und granulierten Schüttgütern eingesetzt werden.

## Geschichte
Das Unternehmen wurde 1872 von Johann Spitzer zur gewerblichen Herstellung und Verkauf von landwirtschaftlichen Fahrzeugen und Gütern gegründet. Im Zuge des wirtschaftlichen Aufschwungs baute es zunehmend Verkehrsanhänger in verschiedenen Variationen.
1949/1950 konstruierte Spitzer das erste Silo-Fahrzeug und brachte es auf den Markt. Ursprünglich zum Transport von Zement entwickelt, um für Großbaustellen losen Zement direkt zur Baustelle zu transportieren, wurden im Laufe der Jahre weitere Silo-Fahrzeuge für den Transport von Lebensmitteln, Futtermitteln, chemischen Gütern und Gefahrgütern produziert.
Zunächst fand die Produktion in den Werkshallen in Mosbach statt. Wegen der steigenden Nachfrage wurde 1966 die Produktion der Silo-Fahrzeuge nach Elztal-Dallau verlegt.
Neben dem Stammwerk in Elztal-Dallau produziert Spitzer im französischen Fegersheim bei Straßburg und im ungarischen Pécs.
Im Jahr 2000 wurde in Elztal-Dallau ein neues Reparatur- und Servicecenter errichtet, dem ein Ersatzteillager angeschlossen ist.
Außer eigenen Produktions- und Servicestandorten gibt es ein europaweites Vertriebs- und Servicenetz.